# Armando Bachi
Armando Bachi (Verona, 17 gennaio 1883 – Auschwitz, 6 febbraio 1944) è stato un generale italiano, particolarmente distintosi come ufficiale di stato maggiore durante il corso della prima guerra mondiale, nel dopoguerra fu insegnante presso la Scuola di guerra di Torino, e quindi comandante dapprima della 17ª Divisione fanteria "Rubicone" di stanza a Ravenna, e poi della Divisione motorizzata "Po". Il 31 dicembre 1938 è congedato per essere di origine ebraica, ai sensi e per gli effetti del Regio Decreto del dicembre 1938, relativo alle "Disposizioni relative al collocamento in congedo assoluto ed al trattamento di quiescenza del personale militare delle Forze armate dello Stato di razza ebraica". Fu catturato dalle SS il 17 settembre 1943 e poi deportato nel campo di concentramento di Auschwitz dove fu mandato alla camera a gas appena arrivato.

## Biografia
Nacque a Verona il 17 gennaio 1883, figlio di Ottavio e Virginia Mariani.  Arruolatosi nel Regio Esercito frequentò la Regia Accademia Militare di Artiglieria e Genio di Torino, uscendone con il grado di sottotenente, assegnato all'arma di artiglieria, nel 1903. Nel 1910 prestava servizio, con il grado di tenente, nel 16º Reggimento artiglieria da campagna di stanza a Brescia, e contemporaneamente frequentava il secondo anno presso la Scuola di guerra di Torino. Durante la prima guerra mondiale fu capo di stato maggiore della 48ª, e poi della 30ª Divisione, venendo decorato con la Croce di guerra al valor militare per le azioni svolte sul Monte Ortigara. Nel 1919, come tenente colonnello, fu in servizio presso la Divisione territoriale di Brescia e poi fu docente presso l'Accademia militare di Torino dove rimase fino al 31 luglio 1922 quando fu assegnato al 1º Reggimento artiglieria pesante. Passato al 5º Reggimento artiglieria da campagna,  il 5 ottobre 1924 fu riassegnato come insegnante alla Scuola di guerra di Torino. Fu promosso generale di brigata il 5 maggio 1934, fu nominato Ispettore di mobilitazione della Divisione territoriale di Fossalta (dislocata a Bologna).
Il 24 febbraio 1935 assunse il comando dell'artiglieria del Corpo d'armata di Bologna. Lasciò questo incarico il 24 febbraio 1936 per assumere quello di Capo di stato maggiore del comando designato d'armata di Torino. Il 1 luglio 1937 fu elevato al rango di generale di divisione. e assunse il comando della 17ª Divisione fanteria "Rubicone" di stanza a Ravenna, e poi della Divisione motorizzata "Po".
Il 31 dicembre successivo viene congedato per essere di origine ebraica, ai sensi e per gli effetti del Regio Decreto del dicembre 1938, relativo alle "Disposizioni relative al collocamento in congedo assoluto ed al trattamento di quiescenza del personale militare delle Forze armate dello Stato di razza ebraica", e il 1 giugno 1939 è posto in pensione.
Dopo aver lasciato il servizio attivo, insieme alla moglie Ines ed al figlio Roberto, decise di stabilirsi a Parma, dove si trovavano parenti della moglie, prendendovi residenza.
Dopo la firma dell'armistizio dell'8 settembre 1943 cercò di fuggire ai rastrellamenti e si rifugiò presso la villa del suo fraterno amico, il colonnello Albertelli, a Torrechiara di Langhirano, in provincia di Parma.
Il 16 ottobre 1943 fu arrestato da una pattuglia di SS tedesche insieme al figlio Roberto (1929-1944), ed entrambi furono dapprima trasferiti a Salsomaggiore e poi rinchiusi nel carcere di San Vittore a Milano. Qui fu torturato dalle SS, tanto che dovette essere ricoverato all'Ospedale di Niguarda. Pur di non abbandonare il figlio rinunciò a fuggire e una volta dimesso rientrò in carcere, solo per scoprire che Roberto era già stato trasferito ad Auschwitz il 6 dicembre. Il 30 gennaio 1944 fu fatto salire su un treno che partì dal binario 21 della stazione centrale ed arrivò presso il campo di concentramento di Auschwitz il 6 febbraio. In quello stesso giorno, non avendo passato la selezione iniziale dei deportati, fu mandato alla camera a gas e ucciso.

## Onorificenze

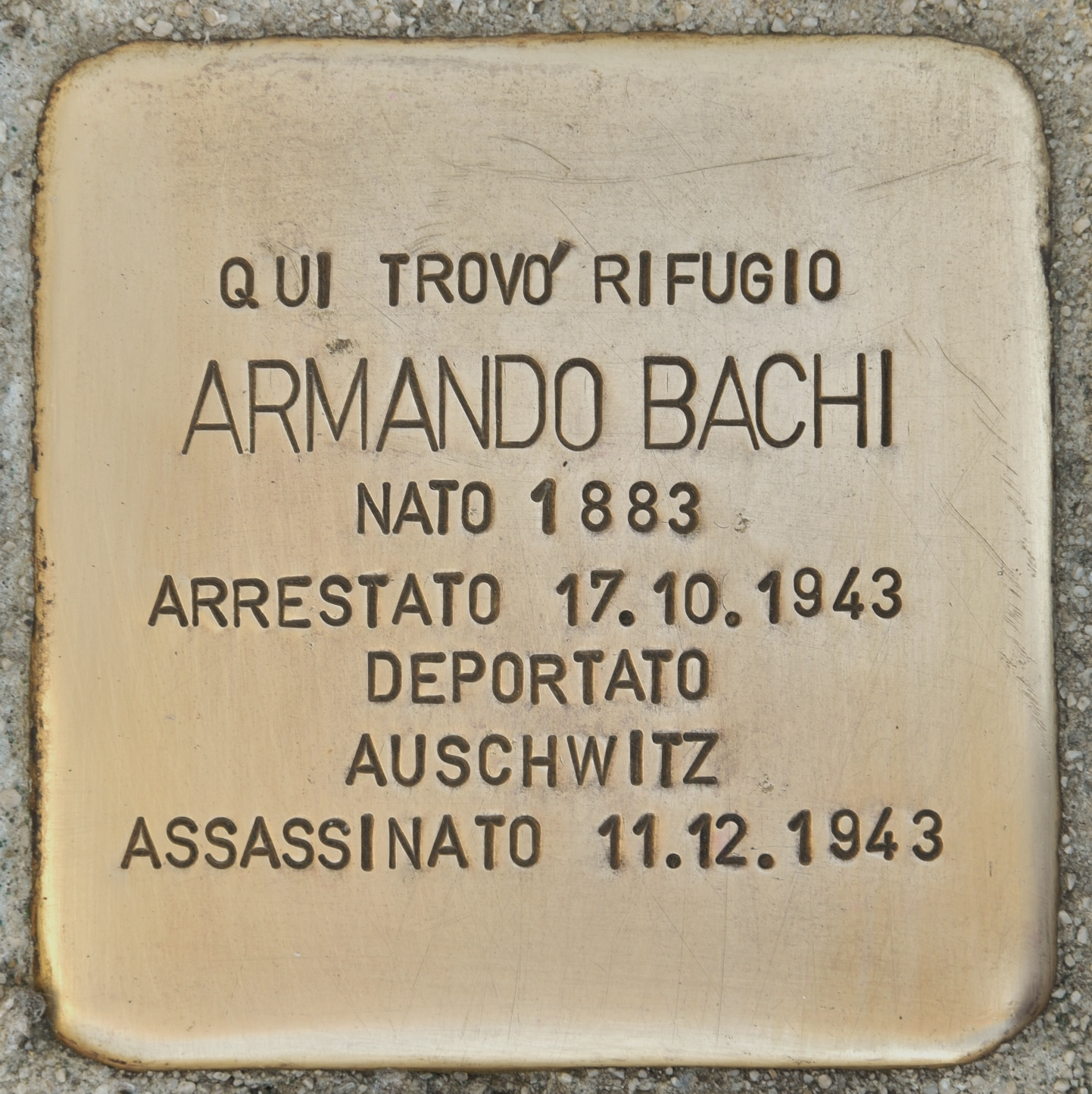
Pietra d'inciampo dedicata ad Armando Bachi

In ricordo di Armando Bachi (così come al figlio Roberto) è stata dedicata inoltre una pietra d'inciampo situata in Strada Pilastro 4 a Torrechiara di Langhirano, dove aveva trovato rifugio dopo l'8 settembre.

### Fonti
1. 1 2 3 4  Generals.
2. 1 2 3 4  Digital Library.
3. ↑   Il giorno della memoria, un compagno di scuola: Roberto Bachi, Auschwitz, matricola n. 167973 (PDF), Ravenna, Danilo Montanari Editore, 2004,  pp. 13-21.
4. ↑   Bollettino ufficiale delle nomine, promozioni e destinazioni negli ufficiali e sottufficiali del R. esercito italiano e nel personale dell'amministrazione militare, 1919,  p. 1108. URL consultato il 19 novembre 2020.
5. ↑   Bollettino ufficiale delle nomine, promozioni e destinazioni negli ufficiali e sottufficiali del R. esercito italiano e nel personale dell'amministrazione militare, 1922,  p. 1698. URL consultato il 19 novembre 2020.
6. ↑   Bollettino ufficiale delle nomine, promozioni e destinazioni negli ufficiali e sottufficiali del R. esercito italiano e nel personale dell'amministrazione militare, 1924,  p. 2617. URL consultato il 19 novembre 2020.
7. ↑   Bollettino ufficiale delle nomine, promozioni e destinazioni negli ufficiali e sottufficiali del R. esercito italiano e nel personale dell'amministrazione militare, 1935,  p. 890. URL consultato il 19 novembre 2020.
8. 1 2   Bollettino ufficiale delle nomine, promozioni e destinazioni negli ufficiali e sottufficiali del R. esercito italiano e nel personale dell'amministrazione militare, 1934,  p. 445. URL consultato il 19 novembre 2020.
9. 1 2   Bachi Armando e Roberto, su SAN - Sistema Archivistico Nazionale, MIBACT.
10. ↑   Bollettino ufficiale delle nomine, promozioni e destinazioni negli ufficiali e sottufficiali del R. esercito italiano e nel personale dell'amministrazione militare, 1937,  p. 4460. URL consultato il 19 novembre 2020.
11. 1 2 3 4  Pietre d'inciampo Parma.
12. ↑   Bollettino ufficiale delle nomine, promozioni e destinazioni negli ufficiali e sottufficiali del R. esercito italiano e nel personale dell'amministrazione militare, 1921,  p. 3574. URL consultato il 19 novembre 2020.
13. ↑  Gazzetta Ufficiale del Regno d'Italia n. 166 del 18 luglio 1935, pag. 3640.
14. ↑   Bollettino ufficiale delle nomine, promozioni e destinazioni negli ufficiali e sottufficiali del R. esercito italiano e nel personale dell'amministrazione militare, 1938,  p. 555. URL consultato il 19 novembre 2020.